# Уилмер, Дуглас
Дуглас Н. Уилмер (англ. Douglas N. Wilmer; 8 января 1920[…], Лондон[…] — 31 марта 2016, Ипсуич) — британский актёр, наиболее известный по исполнению роли Шерлока Холмса в серии фильмов 1960-х годов производства BBC.

## Биография и карьера
Родился в Брентфорде, Мидлсекс в семье Гарри и Кейт Уилмеров. Провёл раннее детство в Шанхае, где его отец работал бухгалтером. Впоследствии вернулся в Великобританию, где учился в школе Кингс-скул в Кентербери (старейшей постоянно действующей школе Великобритании) и Стоунихерст-колледже в Клайтеро. Выиграв стипендию, получил профессиональное образование в качестве актёра в Королевской академии драматического искусства в Лондоне. Во время Второй Мировой Войны, был со студенческой скамьи призван в британскую армию; проходил службу в западной Африке, командуя противотанковой батареей Королевского полка артиллерии. Заразившись туберкулёзом, был уволен в отставку из вооружённых сил по инвалидности.
Театральный дебют Уилмера состоялся в 1945 году в репертуарном театре города Рагби. В течение многих лет он оставался театральным актёром, играя преимущественно роли классического и шекспировского репертуара.
Первая заметная роль актёра в кино была исполнена в фильме Лоуренса Оливье «Ричард III» 1955 года. Впоследствии играл, преимущественно во вспомогательных ролях, в большом количестве фильмов и телесериалов, включая такие известные, как «Эль Сид» (1961), «Клеопатра» (1963), «Падение Римской империи» (1964), «Хартум» (1966), «Паттон» (1970), «Кромвель» (1970), «Антоний и Клеопатра» (1972), «Ясон и аргонавты» (1963), «Месть Розовой пантеры» (1978), «Любовницы-вампирши» (1970), «Золотое путешествие Синдбада» (1974) и фильм бондианы «Осьминожка» (1983).
Наиболее известен по роли Шерлока Холмса в ряде фильмов 1960—1970-х годов. Впервые он выступил в этой роли, участвуя параллельно со сценической и экранной работой в радиопостановках. Впоследствии в 1964 году Уилмер получил приглашение от ВВС воплотить тот же образ в эпизоде «Пёстрая лента» их чёрно-белого сериала «Детектив» по мотивам произведений различных писателей. Партнёром актёра в роли доктора Ватсона выступил Найджел Сток. На волне популярности этой постановки, BBC запустила цветной телесериал «Шерлок Холмс», преимущественно с теми же актёрами, начав его пересъёмкой «Пёстрой ленты» и экранизировав ещё 12 рассказов Артура Конан Дойла. Уилмер отказался сниматься во втором сезоне сериала из-за накопившегося недовольства работой сценаристов (фактически вынужденный переписывать сценарии к эпизодам самостоятельно), однако сохранил связь с образом в своей дальнейшей карьере, как напрямую, так и воплощая сходных персонажей. Во второй половине 1960-х Уилмер сыграл роль сэра Нейланда Смита фильмах о злодее Фу Манчу; в 1973 исполнил роль «мыслящей машины» профессора Ван Дузена в нескольких эпизодах сериала ITV «Соперники Шерлока Холмса». В 1975 году его Шерлок Холмс был использован как вспомогательный персонаж в комедии Джина Уайлдера «Приключения хитроумного брата Шерлока Холмса».
Прекратив сниматься в 1980-х годах, он оставался почётным членом Лондонского холмсианского общества, а в 1990-х годах записал для издательства Penguin Books несколько аудиокниг по рассказам о Шерлоке Холмсе, озвучив не только своего главного героя, но и нескольких других. Последним появлением Уилмера в постановках, связанных с Холмсом, стало камео разгневанного пожилого члена клуба «Диоген» в эпизоде «Рейхенбахский водопад» сериала «Шерлок» (2012).
Воплощение Холмса Дугласом Уилмером отличалось от многих исполнителей до него, придерживавшихся образа стильного викторианского героя. По собственному объяснению актёра в интервью 2009 года, он принципиально играл Холмса как достаточно тёмную личность, антигероя — надменного, неприятного, язвительного, сверх-расчётливого, невнимательного к чувствам других, включая ближайших союзников, хотя и не лишённого сердца, «совершенного несентиментального человека сентиментального века». Холмсоведы воспринимали его как одного из лучших или даже «наиболее точного» (definitive) Холмса, «уравновешенного и язвительного, интеллектуального и предприимчивого, но без злобности или грубости, невротичности или эгоизма — в точности, как описано Конан Дойлом», «проницательного, суховато-остроумного, полностью управляющего событиями… именно такого, каким должен представать Шерлок Холмс».

### Личная жизнь
Был трижды женат. Первые два брака закончились разводами; около 1985 года он женился в третий раз на Энн Хардинг, с которой оставался более 30 лет вплоть до своей смерти.
Прекратив сниматься в 1980-х годах, проживал в Вудбридже в графстве Суффолк; оставаясь верным своему герою, основал бар Sherlock’s.
В 2009—2010 годах опубликовал свои мемуары «Шёпот сцены» (Портер Пресс, ISBN в 978-0-9556564-9-1).
Умер 31 марта 2016 года в 96-летнем возрасте от пневмонии в больнице города Ипсвич.

## Избранная фильмография
| Год  |    | Русское название | Оригинальное название | Роль                                        |
| ---- | -- | --- | --- | ------------------------------------------- |
| 1954 | ф  | | The Men of Sherwood Forest | сэр Найджел Солтайр                         |
| 1955 | с  | Приключения Робин Гуда | The Adventures of Robin Hood | лорд Жермен                                 |
| 1955 | ф  | Ричард III | Richard III | лорд Дорсет                                 |
| 1956 | ф  | Битва у Ла-Платы | The Battle of the River Plate | М. Демулен, французский посланник в Уругвае |
| 1959 | с  | Человек-невидимка | The Invisible Man | полковник Уоррен                            |
| 1960 | с  | | On Trial | сэр Ричард Вебстер                          |
| 1960 | тф | Макбет | Macbeth | второй убийца                               |
| 1961 | ф  | Эль Сид | El Cid | Юсуф аль-Мутамид                            |
| 1963 | ф  | Клеопатра | Cleopatra | Децим                                       |
| 1963 | ф  | Ясон и аргонавты | Jason and the Argonauts | Пелий                                       |
| 1963 | с  | Святой | The Saint | Алан Аттершоу                               |
| 1964 | ф  | Падение Римской империи | The Fall of the Roman Empire | Песценний Нигер                             |
| 1964 | с  | Сериал «Детектив», фильм «Пёстрая лента» | Detective, episode The Speckled Band | Шерлок Холмс                                |
| 1964 | ф  | Выстрел в темноте | A Shot in the Dark | Анри Лафарж                                 |
| 1965 | с  | Сериал «Шерлок Холмс», фильмы «Сиятельный клиент» «Дьяволова нога» «Медные буки» «Союз рыжих» «Убийство в Эбби-Грейндж» «Шесть Наполеонов» «Человек с рассечённой губой» «Берилловая диадема» «Чертежи Брюса-Партингтона» «Чарльз Огастес Милвертон» «Москательщик на покое» «Исчезновение леди Фрэнсис Карфэкс» | Sherlock Holmes, episodes The Illustrious Client The Devil's Foot The Copper Beeches The Red-Headed League The Abbey Grange The Six Napoleons The Man with the Twisted Lip The Beryl Coronet The Bruce-Partington Plans Charles Augustus Milverton The Retired Colourman The Disappearance of Lady Frances Carfax | Шерлок Холмс                                |
| 1965 | ф  | Односторонний маятник | One Way Pendulum | судья, слесарь                              |
| 1966 | с  | Мстители | The Avengers | доктор Лонг                                 |
| 1966 | ф  | Хартум | Khartoum | Халифа Абдаллах                             |
| 1966 | ф  | Невесты Фу Манчу | The Brides of Fu Manchu | сэр Нейланд Смит                            |
| 1967 | с  | Барон | The Baron | Рафаэль                                     |
| 1967 | ф  | Месть Фу Манчу | The Vengeance of Fu Manchu | сэр Нейланд Смит                            |
| 1968 | ф  | Хаммерхэд | Hammerhead | Пьетро Вендриани                            |
| 1970 | ф  | Паттон | Patton | генерал-майор Френсис де Гинганд            |
| 1970 | ф  | Кромвель | Cromwell | сэр Томас Ферфакс                           |
| 1970 | ф  | Любовницы-вампирши | The Vampire Lovers | барон Иоахим фон Хартог                     |
| 1970 | с  | НЛО | UFO | доктор Вард, доктор Брюннер                 |
| 1971 | ф  | | Unman, Wittering and Zigo | директор школы                              |
| 1972 | ф  | Антоний и Клеопатра | Antony and Cleopatra | Агриппа                                     |
| 1973 | с  | Соперники Шерлока Холмса | The Rivals of Sherlock Holmes | профессор Ван Дузен                         |
| 1974 | ф  | Золотое путешествие Синдбада | The Golden Voyage of Sinbad | Великий Визирь                              |
| 1974 | с  | Защитники | The Protectors | командор Уайтинг                            |
| 1974 | с  | | Affairs of the Heart | Леопольдо Висконти                          |
| 1975 | с  | | Space: 1999 | комиссар Диксон                             |
| 1975 | ф  | Приключения хитроумного брата Шерлока Холмса | The Adventure of Sherlock Holmes' Smarter Brother | Шерлок Холмс                                |
| 1976 | ф  | Несравненная Сара | The Incredible Sarah | Монтиньи                                    |
| 1977 | с  | | Romance | Гильдебранд                                 |
| 1978 | ф  | Месть Розовой пантеры | Revenge of the Pink Panther | полицейский комиссар                        |
| 1979 | ф  | Суэц, 1956 | Suez 1956 | генерал-лейтенант Хью Стоквелл              |
| 1980 | ф  | Грубая огранка | Rough Cut | Максвелл Леви                               |
| 1980 | тф | Венецианский купец | The Merchant of Venice | дож Венеции                                 |
| 1983 | ф  | Осьминожка | Octopussy | Джим Фаннинг                                |
| 1984 | с  | | Crown Court | судья Коупленд                              |
| 1984 | ф  | Меч отважного / Легенда о сэре Гавейне и Зелёном рыцаре | Sword of the Valiant: The Legend of Sir Gawain and the Green Knight | Чёрный Рыцарь                               |
| 2012 | с  | Шерлок | Sherlock | член клуба «Диоген» (камео)                 |